# Nicholas Oman
Nicholas Alexander Oman, slovenski poslovnež in diplomat, * 1942, Podkoren.
Oman, ki ima državljastvo treh držav (Slovenija, Avstralija in Liberija), je najbolj znan po orožarskih aferah v obdobju osamosvojitve Slovenije (brniška orožarska afera in afera Plinske maske) in kot častni konzul Liberije v Sloveniji.
Od leta 1992 je lastnik Riklijeve vile na Bledu, prav tako je lastnik dvorca Grimšče.
Decembra 2006 ga je sodišče v Melbournu obsodilo na 6 let zapora zaradi pedofilije med letoma 1999 in 2001 v Liberiji in na Tajskem.